# 憩之村站

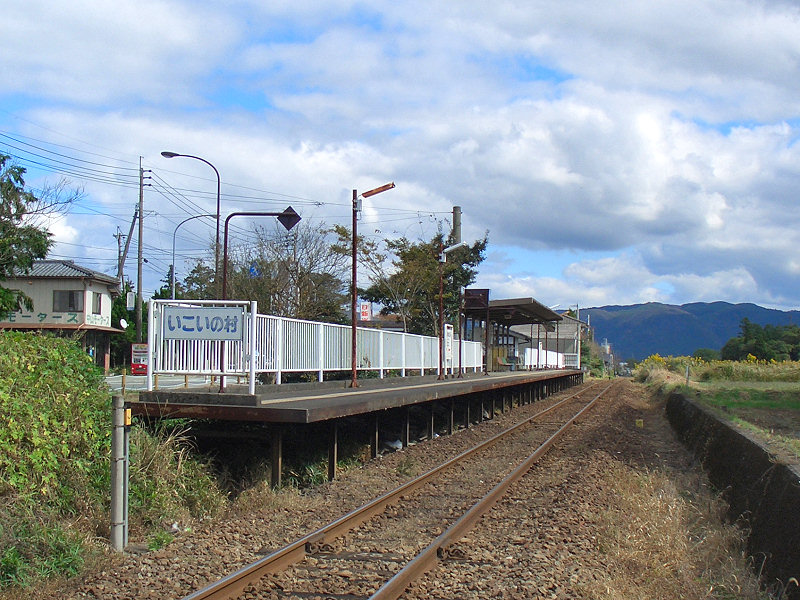
月台（2006年10月

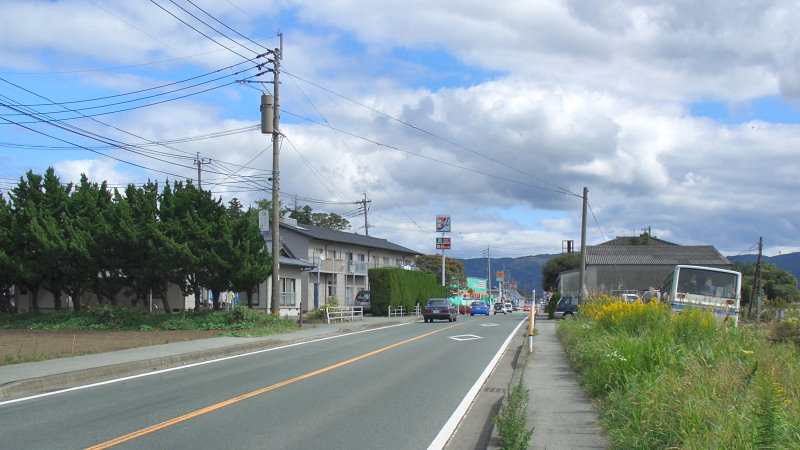
站前風景

憩之村站（日语：／ Ikoi-no-Mura eki */?）是位於熊本縣阿蘇市竹原，九州旅客鐵道（JR九州）的豐肥本線車站。

## 歷史
- 1989年（平成元年）3月11日：車站啟用[1][2]。
- 2016年（平成28年）
  - 4月14日：受到熊本地震的前震影響。宮地至熊本之間暫停服務[3]。
  - 7月9日：包括此站在內，阿蘇站至豐後荻站之間重開，但是所有列車通過此站[4]。
- 2017年（平成29年）
  - 3月4日：實施時間表修正，阿蘇 - 宮地、豊後竹田方向的普通列車開始停靠此站。另外，繼續設有代行巴士來往宮地站和肥後大津站。
  - 9月17日：受到超強颱風泰利影響，阿蘇站至中判田站之間不能通行，車站暫停營業[5][6]。
  - 9月19日：阿蘇站至豐後竹田站之間安排代行的士運送[7][8]。
  - 9月22日：阿蘇站至三重町站之間重開（阿蘇站至豐後竹田站之間的代行的士於前日終止。）[9][10]。

## 車站構造
車站是一座地面車站，設有1面1線的單式月台。此站是無人車站，沒有車站大樓和自動售票機。

## 車站周邊
車站鄰近營地「憩之村」，需步行20分鐘。站前設有國道57號。
- 山田電機Teccland阿蘇店
- 阿蘇西町簡易郵局
- 國道57號（日语：国道57号）
- 國道212號
- 嘸嘸農場、竹原牧場
- COSMOS藥店（日语：コスモス薬品）阿蘇店
- HOME WIDE（日语：ホームワイド）阿蘇店
- 阿蘇汽車學校
- 熊本縣警察（日语：熊本県警察）阿蘇警署（日语：阿蘇警察署）
- 最好電器阿蘇一之宮店
- 產交巴士（日语：九州産交バス）巴士站

## 相鄰車站
九州旅客鐵道（JR九州）
■豐肥本線
阿蘇－憩之村－宮地

## 注腳
1. 1 2 3 4 5 6 7 8 9 10  . 週刊朝日百科. 38号 大分駅・由布院駅・田主丸駅ほか. 朝日新聞出版. 2013-05-12: 24 （日语）.
2. 1 2  . 交通新聞 (交通新聞社). 1989-03-03: 2 （日语）.
3. ↑  九州・熊本で震度7の地震…九州新幹線など運転見合わせ （页面存档备份，存于）（日語） - Respond.,2016年4月14日
4. ↑   (PDF) (新闻稿). 九州旅客鉄道. 2016-06-24  [2020-05-30]. （原始内容 (PDF)存档于2020-05-30） （日语）.
5. ↑  台風18号に伴う、9月19日（火）の運転状況について　【9月19日3:30現在】PDF（日語） - 九州旅客鐵道（2017年9月19日發表，同日參閲）
6. ↑   (pdf) (新闻稿). 國土交通省. 2017-09-19  [2017-09-23]. （原始内容存档 (PDF)于2017-09-20） （日语）. 鉄道関係
7. ↑  鉄道代行輸送についてのご案内PDF（日語）-九州旅客鐵道（2017年9月19日，同日參閲）
8. ↑  . 大分合同新聞. 2017-09-19: 11（夕刊） （日语）.
9. ↑  日豊本線・豊肥本線（大分～阿蘇間）の運転計画について（お知らせ）PDF（日語）九州旅客鐵道（2017年9月22日發表，同日參閲）
10. ↑  . Response. (株式会社イード). 2017-09-22  [2017-09-23]. （原始内容存档于2017-09-23） （日语）.

## 外部連結
- 憩之村（車站資訊） - 九州旅客鐵道（日語）